# Thomas de Aston
Thomas de Aston (falecido em 1376) foi um cónego de Windsor de 1369 a 1376.

## Carreira
Ele foi nomeado:
- Capelão da Capela de São Jorge, Castelo de Windsor 1361
- Cónego e Prebendário da Collegiate Church of Norton (diocese de Durham)
- Prebendário de Wells 1367

Ele foi nomeado para a terceira bancada na Capela de São Jorge, Castelo de Windsor em 1369 e manteve a canonaria até 1376.